# LADA (diabetes)
LADA (Latent autoimmune diabetes in adults) är en speciell form av diabetes som uppvisar kliniska egenskaper liknande både typ 1-diabetes (T1D) och typ 2-diabetes (T2D), Det är en autoimmun form av diabetes, likt T1D, men patienter med LADA uppvisar ofta även insulinresistens, likt T2D, och delar en del risk faktorer för sjukdomen med T2D. Studier har visat att LADA-patienter har vissa typer av antikroppar mot de insulinproducerande cellerna, och att dessa celler slutar producera insulin långsammare än hos T1D-patienter.
LADA verkar dela genetiska riskfaktorer med både T1D och T2D men är genetiskt distinkt från båda. Inom LADA-patientgruppen har en genetisk och fenotypisk heterogenitet observerats med olika grad av insulinresistens och autoimmunitet. Med den kunskap vi har idag kan LADA således beskrivas som en hybrid form av T1D och T2D, med både fenotypiska och genotypiska likheter med båda, samt variation inom LADA gällande grad av autoimmunitet och insulinresistens.

## Diagnostisering
Ett sockervärde i blodplasman på ≥ 7.0 mmol/L efter fasta används i den allmänna diagnostiseringen av diabetes. Det finns inga tydliga riktlinjer för diagnostiseringen av LADA, men ofta använder man kriterierna att patienten ska få sjukdomen i vuxen ålder, inte behöva insulinbehandling de första 6 månaderna efter diagnostisering och ha autoantikroppar i blodet.

## Prevalens
Eftersom det inte sker regelbunden autoantikroppsscreening riskerar patienter med LADA att få diagnosen typ 2-diabetes, vilket gör det svårt att estimera prevalensen av LADA. Globalt sett uppskattas cirka 8,5% av vuxna lida av någon form av diabetes och man uppskattar att LADA står för cirka 3-12% av alla vuxna diabetesfall.

## Riskfaktorer
Det finns begränsat med studier om LADA och dess etiologi. Som vid både T1D och T2D beror risken för LADA på både genetiska faktorer och miljöfaktorer. Genetiska riskfaktorer för LADA liknar T1D, det vill säga påverkas av det så kallade HLA-komplexet, men även genetiska varianter som är associerade med T2D har påvisats i LADA. LADA har flera livsstilsriskfaktorer gemensamt med T2D, så som övervikt, fysisk inaktivitet, rökning och konsumtion av sötade drycker, vilka alla är kopplade med insulinresistens.
Övervikt har påvisats öka risken för LADA, och en studie visade att risken var speciellt hög i kombination med att ha diabetes i släkten. Även fysisk aktivitet påverkar risken för LADA, med ökad risk vid mindre fysisk aktivitet. En svensk studie visade att låg födslovikt, utöver att öka risken för T2D, även ökar risken för LADA.
Även om rökning visats öka risken för T2D medan kaffekonsumtion visats minska risken för T2D är resultaten gällande dessa produkter och LADA oklara. Resultat från två studier baserade på samma population verkar dock tyda på att kaffekonsumtion ökar risken för LADA. Andra livsmedel som visats öka risken för LADA är sötade drycker och processat rött kött medan konsumtion av fet fisk verkar minska risken.

## Behandling
Diabetes är en kronisk sjukdom, det vill säga den kan inte botas, men symptom och komplikationer kan minimeras med rätt behandling. Diabetes kan leda till en förhöjd blodsockernivå som kan leda till skador på hjärta, blodkärl, njurar, ögon och nerver. Det finns väldigt lite studier om hur man behandlar specifikt LADA, vilket troligen beror på svårigheter med att klassificera och diagnostisera sjukdomen. LADA-patienter behöver ofta inte insulinbehandling direkt efter att de fått diagnosen eftersom deras egen insulinproduktion avtar långsammare än T1D-patienters, men på sikt kommer de behöva det.